# Karl McCarthy
Karl McCarthy (* 1928 in Cork; † 3. August 1995 ebenda) war ein irischer Radrennfahrer und Unternehmer.
1950 wurde Karl McCarthy irischer Meister im Straßenrennen und gewann das Belfast-Dublin-Belfast. 1951 wurde er Neunter in der Gesamtwertung der Tour of Britain, 1953 gewann er Dublin-Galway-Dublin. Im Jahr darauf belegte er Rang neun in der Gesamtwertung der Irland-Rundfahrt.
1966 gründete McCarthy, mittlerweile promoviert, in seiner Heimatstadt Cork das Unternehmen Biocel für angewandte Chemie. Zur Erinnerung an ihn wird von dem Unternehmen ein Karl McCarthy Prize an Studenten der Faculty of Food Science and Technology des University College Cork.
Karl McCarthy war nach seinem Rücktritt als Aktiver dem Radsport weiterhin als Funktionär im Verband Irish Cycling verbunden. Einige Jahre lang wurde das Rennen Karl McCarthy Memorial ausgefahren.